# Marcus Plautius Lycon
Marcus Plautius Lycon (geboren als Lykon, altgriechisch Λύκων) war ein griechischer Maler, der im 3. oder 2. Jahrhundert v. Chr. im römischen Ardea tätig war.
Laut Plinius befand sich im Tempel der Iuno Regina in Ardea eine Inschrift, die ihn als Verfertiger der dort angebrachten Malereien pries. Wegen seines Namens wird angenommen, dass Lykon die Malereien als Grieche ausführte und als Dank für die Arbeit von einem Angehörigen der Plautier adoptiert wurde. Er erhielt daraufhin den römischen Namen Marcus Plautius Lycon sowie das Römische Bürgerrecht.